# Jazzkungen
Jazzkungen (originaltitel: The King of Jazz) är en amerikansk musikalfilm från 1930 i regi av John Murray Anderson.

## Handling
Filmen saknar genomgående handling utan är i stället uppbyggd som en lyxrevy med separata musik-, dans- och komedinummer, alla kretsande kring Paul Whitemans vid tiden oerhört populära orkester, inkluderande bland annat en ung Bing Crosby som här begick sin filmdebut. Åtskilliga av Whitemans mest kända musiker får tillfälle att visa upp sig och bland annat innehåller Jazzkungen den troligen enda filmsekvensen av den berömda duon Joe Venuti (fiol) och Eddie Lang (gitarr). 

## Om filmen
Jazzkungen var den andra filmen någonsin att spelas in med den nya färgfilmstekniken technicolor och innehåller bland annat en animerad sekvens av Walter Lantz som är den första tecknade filmen i technicolor över huvud taget. Filmen är också en av de första där man inte tog upp ljud och bild samtidigt i musikinslagen utan lät sångare och musiker spela "playback".
I Sverige, där Jazzkungen hade premiär den 29 september 1930 på biografen Palladium, var filmen försedd med en särskild inledning för svensk publik där den svenske hollywoodstjärnan Nils Asther agerade konferencier.

## Omständigheter kring inspelningen
Inspelningen av Jazzkungen blev kraftigt försenad. Den var egentligen tänkt att äga rum under sommaren 1929 och Whitemans orkester anlände i sin helhet till Los Angeles och Hollywood i början av juni detta år. Efter nära tre månader av mer eller mindre overksamhet (om än på filmbolagets bekostnad) under vilken bolagets författare inte lyckats komma fram med ett acceptabelt manus åkte orkestern dock hem till östkusten igen. Först i slutet av oktober återvände man till Hollywood. Filmbolaget hade nu givit upp sina tidigare försök att bygga ett manus kring den korpulente och tunnhårige Whiteman som något slags romantisk hjälte, och i stället satsat på en ren nummerrevy. Repetitioner och inspelningar ägde rum från november 1929 till mars 1930 och filmen fick premiär i Los Angeles den 20 april 1930 samt i New York den 2 maj.
Den försenade inspelningen kom att bli ödesdiger på två sätt. Dels innebar den att Whitemans mest lysande instrumentalsolist, Bix Beiderbecke under tiden hann lämna orkestern på grund av alkoholproblem och därför inte medverkade i filmen. Dels innebar den att den stora depressionen hann inträffa före premiären, vilket medverkade till att filmen blev ett kommersiellt fiasko som inte spelade in sina produktionskostnader.
En person för vilken inspelningen blev något av en besvikelse var Bing Crosby. Han var ursprungligen tänkt att medverka i betydligt fler scener än vad som blev fallet. Detta eftersom Bing under vistelsen i Hollywood lyckades åka fast för rattfylleri och endast kunde filma under särskilda permissioner från fängelset. Bland annat miste han på grund av detta det stora solosångnumret Song of the dawn till John Boles.
För Whiteman personligen ledde filminspelningen dock till en viktig framgång, nämligen att han träffade skådespelerskan Margaret Livingston med vilken han gifte sig 1931. Detta var Whitemans fjärde äktenskap, men det enda som skulle hålla livet ut.